# Prayagpur
Prayagpur là một thị trấn thống kê (census town) của quận Barddhaman thuộc bang Tây Bengal, Ấn Độ.

## Nhân khẩu
Theo điều tra dân số năm 2001 của Ấn Độ, Prayagpur có dân số 5149 người. Phái nam chiếm 52% tổng số dân và phái nữ chiếm 48%. Prayagpur có tỷ lệ 66% biết đọc biết viết, cao hơn tỷ lệ trung bình toàn quốc là 59,5%: tỷ lệ cho phái nam là 75%, và tỷ lệ cho phái nữ là 57%. Tại Prayagpur, 13% dân số nhỏ hơn 6 tuổi.